# Doležal & Těhník
Doležal & Těhník byla firma, která se zabývala železárenskou výrobou v Prostějově na Kostelecké ulici č. 5.

## Vznik
Dne 27. února 1900 založil Vilém Doležal firmu V. Doležal s předmětem podnikání obchod železem se sídlem v Prostějově. V roce 1905 nabízel Vilém Doležal se sídlem na náměstí Františka Josefa zřízení vodovodů a plynovodů jako držitel koncese udělené C. a k. úřady. Dne 15. března 1907 byla tato firma vymazána z rejstříku pro firmy jednotlivců.
Dne 1. ledna 1907 vstoupil do společnosti Václav Těhník a vznikla veřejná obchodní společnost Doležal & Těhník s předmětem podnikání obchod železem a výrobky železného zboží. Dne 2. srpna byla následkem vzdání se živnosti firma Doležal & Těhník, obchod železem a železným zbožím vymazána z obchodního rejstříku krajského soudu v Olomouci.
Dne 2. srpna 1913 vznikla veřejná obchodní společnost Doležal & Těhník, tovární výroba železného zboží. V roce 1942 došlo k zaprotokolování firmy Doležal & Těhník, továrna na železné zboží, Prostějov.

## Činnost
Zpočátku firma Doležal & Těhník pokračovala na náměstí Františka Josefa v prodeji sortimentu běžném v železářství či domácích potřebách. Vlastnila i vlastní zámečnickou výrobu. V letech 1907 a 1908 uveřejňovala firma nabídky práce pro zámečníky a kováře. Firma slibovala týdenní výdělek od 40 Kč do 50 Kč, ale tyto sliby nedodržela, a proto se musela obhajovat u soudu. Soudní dohru mělo také napadení dělníka dílovedoucím.
Nařízení ministerstva zeměbrany z 23. září 1915 Říšský zákoník č. 283 nařizovalo firmám a živnostníkům odevzdání části náčiní z barevných kovů. V Prostějově byla stanovenou výkupnou firma Doležal & Těhník, továrna na železné zboží a konstrukce, která podléhala ve věci výkupu Ústředně kovů, a. s. ve Vídni. 1. světová válka nepřinesla firmě válečné zakázky. Úspěch se dostavil až v meziválečné době, kdy firma získávala zakázky Ministerstva národní obrany na vybavení armády ženijním zařízením, dělostřeleckými součástmi nebo jiným materiálem. Armádě dodávala také zámečnické výrobky požadované při stavbě budov. Ve veřejném sektoru firma získávala zakázky pro Československé státní dráhy. S ohledem na své výrobní zaměření se firma úspěšně hlásila do soutěží na dodávku zámečnických prací pro výstavbu budov v Brně, Užhorodu, Novém Jičíně či Olomouci.
Firma dodávala výrobky i prostějovským podnikatelům jako byl Jan Nehera, podnikatel v oděvním průmyslu.
V roce 1927 zaměstnávala firma 160 dělníků. Firma vyráběla železná kolečka a železná okna značek Rekord a Orion.
Z hospodářské krize se firma vzpamatovala v roce 1934, kdy opět začala přijímat zaměstnance.
V roce 1935 podnik zaměstnával již 80 dělníků a 12 režijních zaměstnanců, přičemž počet dělníků se do začátku 2. světové války více než ztrojnásobil.
V roce 1936 podepsala firma kartelovou dohodu „Úmluva o úpravě obchodních podmínek a cen plátů sporákových a souprav.
V roce 1936 koupila firma Doležal & Těhník za částku 180 000 Kč prostějovskou firmu Vydrukov.
Před vypuknutím 2. světové války firma nabízela hermeticky uzavírající okna a dveře do protileteckých úkrytů.
Práce u strojů byla doprovázena úrazy, nejčastěji horních končetin. O těchto tragických událostech referoval tisk bez ohledu na soukromí zraněných. Zprávy o úrazech jsou často z období Protektorátu, tedy z doby, kdy délka směn byla vyčerpávající. 
Inzeráty v časopisech a novinách psaly o továrně jako o „Lopatárně“.
Objevila se také značka „Dolte“, která je sylabickou zkratkou příjmení zakladatelů firmy. Značka Dolte se objevila jak v souvislosti s výrobou lopat, tak s výrobou ocelových oken.
Jméno Dolte nese i hotel v Sobotíně, bývalé rekreační středisko závodu Doležal & Těhník, zmiňované už v roce 1947.

## Znárodnění
Jméno firmy Doležal & Těhník bylo použito v kampani firmy Moravia, národní podnik, Mariánské údolí. Vedení Moravie označilo několik dní po únorovém puči firmu Doležal & Těhník a dalších 11 firem s podobným výrobním sortimentem za své závody. Pro podřízenost železáren v Prostějově podniku Moravia nebyly dohledány žádné dokumenty. 
Firma Doležal & Těhník se v roce 1948 dostala do národní správy Báňské a hutní společnosti, národní podnik a stala se tak de facto závodem.
Firma sídlila v areálu na adrese Prostějov, Dolní ulice 100. Od 1. července 1949 byla železárna podřízena Moravským železárnám, národní podnik jako závod Železárny v Prostějově, závod Dolte. Od 1. ledna 1951 získaly železárny samostatnost a také jméno Hanácké železárny, národní podnik.  Komunisté se na schůzi v červnu 1951 dohodli, že přehledy výdělků budou vyvěšeny na pracovištích. Měsíční plán byl v červenci 1951 plněn jen na 48,2 %. Hanácké železárny získaly pracovníky pro doly a ostravské stavebnictví ze svého závodu. O závazcích pracujících jako o odpovědi americkým barbarům referoval komunistický list Stráž lidu. Dosud neznámý stroj na stáčení ok ocelových pružin vyrobili pracovníci nástrojárny z odpadového materiálu a vyřazených součástek. Nad prostějovským úsekem štafety, která byla výrazem lásky našeho lidu k lidu sovětskému převzaly patronát Hanácké železárny. Podle dobového tisku neměly být úkoly Hanáckých železáren splněny v termínu v důsledku zrádné činnosti Slánského. V roce 1953 kritizoval krajský tisk malou aktivitu komunistů v podniku. Za nesplnění krajského plánu za I. pololetí roku 1953 mohly i Hanácké železárny. Na stavbu bytových domů v Prostějově, které prováděl Průmstav, zajistily Hanácké železárny 25 pracovníků. V roce 1955 firma získala Rudý prapor Ministerstva hutního průmyslu a rudných dolů.
Od roku 1950 začala v železárnách výroba pružin. V roce 1956 byla přesunuta výroba výhybek z Vítkovických železáren do Železáren Prostějov. Začátkem roku 1963 byla zahájena výroba svařovaných sítí do betonu.
Dne 1. července 1988 vznikla firma Železárny Prostějov, státní podnik.

## Privatizace
Železárny Prostějov, státní podnik byla vymazána z Obchodního rejstříku 5. listopadu 1997, protože majetek firmy byl v rámci privatizace převeden na tři právní subjekty. Každá z těchto firem vyrábí jednu z úspěšných komodit bývalé železárny: svařované sítě do betonu, pružiny a péra a také výhybky.
K historii společnosti Doležal & Těhník se hlásí společnost DT - Výhybkárna a strojírna, a.s., která má v názvu počáteční písmena zakladatelů firmy.